# Сугестивність
Сугести́вність — здатність сприймати психічний вплив з боку іншої особи або групи осіб, ступінь сприйнятливості до впливу.
Сугестивність як риса особистості була відома здавна, про що свідчать середньовічні літературні джерела. Наприклад, яскравий приклад високої сугестивності наведений у віршованому «Оповіданні про вчителя» перського поета Джалаледдіна Румі. В цьому творі викладена історія дітей, які, бажаючи прогуляти урок, наполегливо висловлюють свою занепокоєність зовнішнім виглядом учителя аж до погіршення уявного самопочуття викладача.
Є індивідуальною рисою особистості, залежить від ряду характерологічних особливостей (наприклад, в істеричних осіб сугестивність є вищою, ніж у психастеніків), від віку (сугестивність вища в дітей), деяких хворобливих станів (підвищена сугестивність типова для алкоголіків).
Сугестивність залежить від психологічного стану особистості в той або інший момент, її емоційності, ступені втоми й т.п. Значною мірою сугестивність взаємозалежна з конформністю, тобто з тенденцією підкоряти свою поведінку впливу інших людей (такий «груповий тиск» більше обумовлений факторами соціальними).
Різний ступінь сугестивності та її характер визначають вибір психотерапевтичних методик — гіпнотерапії, раціональної психотерапії. Сугестивність стосовно гіпнотичного впливу — гипнабельность. Існують спеціальні проби на сугестивність. Проба С. Н. Астахова [1962] — легке натиснення на повіки в області надбрівних дуг після відповідного впливу в осіб з підвищеної сугестивністю і гипнабельністю викликає змикання вік. Проба П. І. Буля [1955].
Обстежуваному дають у руки підвішений на нитці металевий вантаж, до якого то підносять, то забирають від нього випиляний з дерева підковоподібний, спеціально пофарбований «магніт».
Хворому вселяють, щоб він звернув увагу, що нібито мають місце відхилення в положенні вантажу під впливом «магніту». У засугерованих осіб вантаж справді починає гойдатися в заданому напрямку внаслідок виникнення ідеомоторних рухів.